# JQuery UI
jQuery UI est une collection de widgets, effets visuels et thèmes implémentés avec jQuery, des feuilles de style en cascade, et du HTML.
Selon Libscore, un service d'analyses JavaScript, jQuery UI est utilisé sur plus de 197 000 sites dans le premier million, ce qui en fait la bibliothèque JavaScript la plus populaire. Parmi ses utilisateurs les plus notables, on trouve Pinterest, PayPal, IMDb, The Huffington Post, et Netflix.

## Fonctionnalités

### Interactions
Glisser-déposer, redimensionnement, sélection, et classement.

### Widgets
Tous les widgets jQuery UI sont thémables.
- Accordion – container en accordéon.
- Autocomplete – boite d’auto-complétion basée sur les entrées de l'utilisateur.
- Button – apparence des boutons améliorée, transforme les boutons radio et cases à cocher en boutons poussoirs.
- Datepicker – sélecteur de date avancé.
- Dialog – boite de dialogue.
- Menu – affichage d'un menu.
- Progressbar – bar de progression animables.
- Selectmenu – duplication d'un élément HTML.
- Slider – diapositive.
- Spinner – bouton fléché.
- Tabs – onglet.
- Tooltip – infobulle.

### Effets
- Color Animation – animation de la transition d'une couleur à une autre.
- Toggle Class, Add Class, Remove Class, Switch Class – animation de la transition d'un style à une autre.
- Effect – variété d'effets (apparition, diapositive, explosion, fondu, etc.)
- Toggle – activation ou désactivation des effets.
- Hide, Show - affichage ou masquage des effets.

### Utilitaires
- Position – définit la position d'un élément relativement à un autre (alignement).
- Widget Factory – création de plugins jQuery plugins sur la bases des widgets jQuery UI.

## Exemple
```
<
script
 
type
=
"text/javascript"
>

	
// Rend l'élément de id "draggable" glissable

	
$
(
function
 
()
 
{

		
$
(
"#draggable"
).
draggable
();

	
});

<
/script>

```

```
<
div
 
id
=
"draggable"
>

  
<
p
>
Drag me around
</
p
>

</
div
>

```

## Historique
| Release date      | Version number | jQuery Dependency | Additional notes                       |
| ----------------- | -------------- | ----------------- | -------------------------------------- |
| 17 septembre 2007 |                | 1.2.1+            | Version initiale                       |
| 8 juin 2008       | 1.5            |                   |                                        |
| 16 avril 2009     | 1.6            | 1.2.6+            | Compatibilité jQuery 1.2.6.            |
| 3 mars 2009       | 1.7            | 1.3.2+            |                                        |
| 18 mars 2010      | 1.8            | 1.3.2+            |                                        |
| 19 janvier 2011   | 1.8.9          | 1.3.2+            |                                        |
| 22 février 2011   | 1.8.10         | 1.3.2+            |                                        |
| 15 mars 2011      | 1.8.11         | 1.3.2+            |                                        |
| 13 avril 2011     | 1.8.12         | 1.3.2+            |                                        |
| 12 mai 2011       | 1.8.13         | 1.3.2+            |                                        |
| 17 juin 2011      | 1.8.14         | 1.3.2+            |                                        |
| 1er aout 2011     | 1.8.15         | 1.3.2+            |                                        |
| 15 aout 2011      | 1.8.16         | 1.3.2+            |                                        |
| 10 janvier 2012   | 1.8.17         | 1.3.2+            |                                        |
| Feb 20, 2012      | 1.8.18         | 1.3.2+            |                                        |
| Apr 16, 2012      | 1.8.19         | 1.3.2+            |                                        |
| Apr 30, 2012      | 1.8.20         | 1.3.2+            |                                        |
| Jun 5, 2012       | 1.8.21         | 1.3.2+            |                                        |
| Jul 24, 2012      | 1.8.22         | 1.3.2+            |                                        |
| 15 aout 2012      | 1.8.23         | 1.3.2+            |                                        |
| Sep 28, 2012      | 1.8.24         | 1.3.2+            |                                        |
| Oct 8, 2012       | 1.9.0          | 1.6+              |                                        |
| Oct 25, 2012      | 1.9.1          | 1.6+              |                                        |
| Nov 23, 2012      | 1.9.2          | 1.6+              |                                        |
| Jan 17, 2013      | 1.10.0         | 1.6+              | Abandon du support pour IE6            |
| Feb 15, 2013      | 1.10.1         | 1.6+              |                                        |
| Mar 14, 2013      | 1.10.2         | 1.6+              |                                        |
| May 3, 2013       | 1.10.3         | 1.6+              |                                        |
| Jan 17, 2014      | 1.10.4         | 1.6+              |                                        |
| Apr 25, 2014      | 1.11.0-beta.1  | 1.6+              | Abandon du support pour IE7            |
| May 23, 2014      | 1.11.0-beta.2  | 1.6+              |                                        |
| Jun 26, 2014      | 1.11.0         | 1.6+              |                                        |
| Aug 13, 2014      | 1.11.1         | 1.6+              |                                        |
| Oct 16, 2014      | 1.11.2         | 1.6+              |                                        |
| Feb 12, 2015      | 1.11.3         | 1.6+              |                                        |
| Mar 11, 2015      | 1.11.4         | 1.6+              |                                        |
| Jan 26, 2016      | 1.12.0-beta.1  | 1.7+              | Abandon du support pour IE8, IE9, IE10 |